# Властимировичи
Властимировичите са първата сръбска владетелска династия след заселването на сърбите в т.нар. средновековни сръбски земи по времето на император Ираклий.
Названието на династията идва от името на основателя ѝ – Властимир. Понякога в сръбската историография династията е наричана по името на първия известен сръбски владетел Вишеслав или Всислав – Всиславлиевичи. Властимировичите са представители на княжеския вишеславов род.

## Владетели
Хронологичен ред на сръбските владетели от династията:
- Вишеслав
- Радослав
- Просигой

1. Властимир
2. Мутимир
3. Първослав
4. Петър Гойникович
5. Павел Бранович
6. Захарий Първославлиевич
7. Чеслав Клонимирович